# Pokemon Horizons
Pokémon Horizons: The Series (Tiếng Nhật: ポケットモンスター Pocket Monsters) là phần thứ 8 của series Pokémon được hé lộ lần đầu vào ngày 16 tháng 12 năm 2022, sau đó được giới thiệu qua trailer vào tháng 3 năm 2023 và chính thức phát sóng tại Nhật Bản trên TV Tokyo vào ngày 14 tháng 4 năm 2023.
Phần phim được thực hiện bởi Saori Den, với Daiki Tomiyasu là giám đốc sáng tạo, Tetsuo Yajima là giám đốc hành động và Dai Satō giám sát kịch bản. Thiết kế nhân vật do Rei Yamazaki phụ trách, âm nhạc do Conisch sáng tác, biên tập âm thanh là Naotsugu Uchida và Akane Yamago, những người thay thế Ryōko Nashimoto, Bessatsu CoroCoro Comic và Gakushu Yochien không còn được công nhận là nhà xuất bản, còn Junichi Masuda và Ken Sugimori không còn được công nhận là người sáng tạo.
Đây được coi là phần series Pokémon đầu tiên không còn sự xuất hiện của nhân vật chính Satoshi cùng với Pikachu kể từ phần đầu tiên cho đến phần Pokémon Journeys: The Series, thay vào đó là Liko và Roy, những người hợp tác với Rising Volt Tacklers, một nhóm các nhà thám hiểm khám phá thế giới Pokémon và ghé thăm nhiều khu vực khác nhau, bao gồm cả vùng đất Paldea, được giới thiệu trong phần trò chơi Scarlet và Violet. Trong hành trình, họ bị truy đuổi bởi Explorers, một tổ chức bí ẩn đang cướp đi mặt của sợi dây chuyền của Liko mà không rõ lý do.

## Nội dung chính
Pokémon Horizons: The Series đưa chúng ta đến với một hành trình rộng lớn cùng với Liko và Roy. Liko là học sinh của Học viện Sekiei, nơi cô đang học cách trở thành nhà huấn luyện Pokémon giỏi hơn cùng với Pokémon đồng hành là Nyahoja. Cô bắt đầu cuộc hành trình khám phá những bí ẩn của thế giới và được tham gia cùng với Roy, một nhà huấn luyện Pokémon trẻ tuổi khác, người đi cùng Hogator với tư cách là Pokémon đồng hành của anh ấy.
Liko và Roy là những người tham gia cùng với một nhóm nhà thám hiểm được gọi là Rising Volt Tacklers và bắt đầu du hành thế giới Pokémon cùng họ, khám phá tất cả các vùng đất được giới thiệu trong loạt phim cốt lõi từ Kanto đến Paldea. Bất kể họ đi đâu, họ chắc chắn sẽ có những cuộc chạm trán tuyệt vời với Pokémon ở mọi hình dạng và kích cỡ. Tuy nhiên, Liko cũng nhận ra mình là mục tiêu của tổ chức Explorers bí ẩn, tổ chức đang muốn cướp sợi dây chuyền bí ẩn không kém của cô.

## Phát sóng

### Cống bố lần đầu
Vào ngày 16 tháng 12 năm 2022, The Pokémon Company chia sẻ đến người xem rằng bên cạnh phần phim cuối cùng của Pokémon Journeys: The Series khép lại hành trình của Satoshi và Pikachu trong suốt 25 năm của series phim Pokémon sẽ phát sóng vào đầu năm 2023, họ cũng hé lộ về một phần phim Pokémon hoàn toàn mới, về một cuộc hành trình mới sẽ được phát sóng trong năm 2023 tới đây.
Vào ngày 24 tháng 3 năm 2023, The Pokémon Company chính thức xác nhận về phần phim Pokémon mới sẽ phát sóng trong năm 2023 mang tên Pokémon Horizons: The Series (Tiếng Nhật: ポケットモンスター Pocket Monsters), đồng thời họ cũng tung ra trailer chính thức của phần phim Pokémon mới này.

### Phát sóng chính thức
Pokémon Horizons: The Series chính thức phát sóng vào ngày 14 tháng 4 năm 2023 trên kênh truyền hình TV Tokyo cùng với khoảng 30 kênh truyền hình địa phương và trên các nền tảng phát trực tuyến tại Nhật Bản. Khoảng 4 tháng sau, phiên bản lồng tiếng Hàn được phát sóng vào tháng 8 năm 2023 trên kênh truyền hình Tooniverse và KBS Kids tại Hàn Quốc.
Vào tháng 12 năm 2023, phiên bản lồng tiếng Anh hiện đã được phát sóng trên BBC iPlayer và CBBC tại Anh và phiên bản lồng tiếng Pháp trên kênh truyền hình Canal J và Gulli tại Pháp. Đến năm 2024, Pokémon Horizons: The Series chính thức được phát hành mở rộng trên toàn cầu, với phiên bản lồng tiếng Ý vào tháng 2 năm 2024 trên kênh truyền hình Boing tại Ý, và phiên bản lồng tiếng Anh phát sóng  trên kênh 9Go! tại Australia. Đến tháng 3 năm 2024, phiên bản lồng tiếng Anh được phân phối trên nền tảng Netflix tại Mỹ (trước đó dự kiến phát hành vào tháng 2 cùng năm) và phát sóng trên kênh truyền hình Cartoon Network, Télétoon tại Canada. Tại Châu Á, bên cạnh phiên bản tiếng Nhật và tiếng Hàn, phiên bản tiếng Trung được phát hành trên nền tảng YouTube vào tháng 2 năm 2024 cho thị trường Đài Loan, Hồng Kông, Macao và phiên bản lồng tiếng Anh được phát hành trên nền tảng YouTube vào tháng 3 năm 2024 dành cho các khu vực thuộc Châu Á qua kênh YouTube Pokémon Asia ENG.
Tính đến tháng 12 năm 2024, Pokémon Horizons: The Series đã phát sóng và phát hành với hơn 15 ngôn ngữ lồng tiếng khác nhau trên toàn cầu. 
| Quốc gia/vùng       | Ngày phát hành      | Nền tảng | Chú thích                   |
| ------------------- | ------------------- | --- | --------------------------- |
| Nhật Bản            | 14 tháng 4 năm 2023 | TXN (TV Tokyo) 32 đài địa phương Nhật Bản YouTube Netflix U-Next Amazon Prime Video TVer Niconico TELASA Anime Hodai DMM TV Hulu ABEMA | [ 18 ]                      |
| Hàn Quốc            | 23 tháng 8 năm 2023 | Tooniverse (mùa 1) KBS Kids Cartoon Network JEI Talent TV (mùa 3)                                                                      | [ 19 ] [ 20 ]               |
| Vương Quốc Anh      | 1 tháng 12 năm 2023 | BBC TWO (thuộc chuỗi chương trình CBBC) CBBC BBC iPlayer                                                                               | [ 21 ] [ 22 ] [ 23 ]        |
| Pháp                | 9 tháng 12 năm 2023 | Canal J Gulli | [ 24 ] [ 25 ]               |
| Đức                 | 9 tháng 2 năm 2024  | Super RTL (Thuộc chuỗi chương trình Toggo)                                                                                             | [ 26 ] [ 27 ]               |
| Tây Ban Nha         | 26 tháng 2 năm 2024 | Boing | [ 28 ] [ 29 ]               |
| Ý                   | 27 tháng 2 năm 2024 | Boing | [ 30 ] [ 31 ]               |
| Úc                  | 27 tháng 2 năm 2024 | 9Go! | [ 32 ] [ 33 ] [ 34 ]        |
| Canada              | 2 tháng 3 năm 2024  | Cartoon Network Télétoon | [ 32 ]                      |
| Châu Mỹ La Tinh     | 7 tháng 3 năm 2024  | Netflix | [ 35 ] [ 36 ]               |
| Na Uy               | 7 tháng 3 năm 2024  | Netflix | [ 37 ]                      |
| Hoa Kỳ              | 7 tháng 3 năm 2024  | Netflix | [ 38 ]                      |
| Phần Lan            | 7 tháng 3 năm 2024  | Netflix | [ 37 ]                      |
| Thụy Điển           | 7 tháng 3 năm 2024  | Netflix | [ 37 ]                      |
| Hà Lan              | 7 tháng 3 năm 2024  | Netflix | [ 37 ] [ 39 ]               |
| Ba Lan              | 7 tháng 3 năm 2024  | Netflix | [ 37 ]                      |
| Đan Mạch            | 7 tháng 3 năm 2024  | Netflix | [ 37 ]                      |
| Thổ Nhĩ Kỳ          | 7 tháng 3 năm 2024  | Netflix | [ 37 ]                      |
| Đông Nam Á          | 7 tháng 3 năm 2024  | YouTube | [ 40 ]                      |
| Bồ Đào Nha          | 18 tháng 3 năm 2024 | Panda Kids | [ 41 ]                      |
| Châu Phi cận Sahara | 25 tháng 3 năm 2024 | Cartoon Network (Châu Phi) | [ 42 ]                      |
| Indonesia           | 12 tháng 4 năm 2024 | Mentari TV YouTube Rajawali Televisi                                                                                                   | [ 43 ] [ 44 ] [ 45 ]        |
| Ấn Độ               | 25 tháng 5 năm 2024 | Hungama TV YouTube | [ 43 ] [ 46 ] [ 47 ] [ 48 ] |
| Hồng Kông           | 26 tháng 5 năm 2024 | HOY TV YouTube | [ 49 ]                      |
| Thái Lan            | 30 tháng 8 năm 2024 | TrueVisions YouTube | [ 50 ] [ 51 ]               |
| Singapore           | 7 tháng 9 năm 2024  | Channel 5 | [ 52 ]                      |

## Các tập phim

### Chào sân tại Nhật Bản và Quốc Tế
Tập đầu tiên của phim được phát sóng vào ngày 14 tháng 4 năm 2023 tại Nhật Bản, được chia làm 2 tập phim nhỏ (tương ứng tập 1235 và 1236) nội dung chính của 2 tập phim nhỏ đều nói về những hành trình khởi đầu của nhân vật Liko. Hai tập phim nhỏ này được phát sóng cùng với các chương trình đồng hành liên quan với thời lượng khoảng 1 tiếng nhằm mở màn cho phần phim Pokémon tiếp theo phát sóng tại Nhật Bản. Tập phim nhỏ đầu tiên (tương ứng tập 1235) đã được The Pokémon Company chọn để demo phiên bản tiếng Anh tại sự kiện San Diego Comic-Con vào ngày 20 tháng 7 năm 2023 và phát hành trên YouTube tại thị trường Quốc Tế.

### Các phần phim của Pokemon Horizons
Tính đến tháng 3 năm 2025, Pokémon Horizons: The Series tại Nhật Bản hiện đã phát sóng khoảng 89 tập phim. Phiên bản tiếng Hàn cũng được phát sóng sau đó 4 tháng với khoảng hơn 67 tập phim và phiên bản tiếng Anh hiện đã phát sóng với 67 tập phim tại Úc, Anh và Mỹ. 
Trong Pokemon Horizons: The Series, các phần phim phát sóng tại Hàn Quốc và Nhật Bản được chia thành các mùa phim nhỏ (gọi là các chương), trong khi phần phim được phát sóng Quốc Tế được chia thành các mùa phim Pokemon riêng biệt. 

#### Phiên bản tiếng Nhật
Tại Nhật Bản, Pokémon Horizons: The Series hiện đã phát sóng 4 mùa phim là Liko and Roy's Departure (tiếng Nhật: リコとロイの旅立ち) dịch sang tiếng Việt là Cuộc hành trình của Liko và Roy (mùa 26: tập 1235 - tập 1259), The Sparkling of Terapagos (tiếng Nhật: テラパゴスのかがやき) dịch sang Tiếng Việt là Sự tỏa sáng của Terapagos (mùa 27: tập 1260 - tập 1279), Terastal Debut (tiếng Nhật: テラスタルデビュー) dịch sang tiếng Việt là Terastal trình làng (mùa 28: tập 1280 - tập 1301) và Rayquaza Rising (tiếng Nhật: レックウザライジング) dịch sang tiếng Việt là Rayquaza trỗi dậy (mùa 29: tập 1302 - 1323). Mùa phim tiếp theo là Mega Voltage (tiếng Nhật: メガ ボルテー) dịch sang tiếng Việt là Điện áp cực hạn sẽ được phát sóng vào ngày 11 tháng 4 năm 2025 (mùa 30: tập 1324 - nay).

#### Phiên bản tiếng Hàn
Tại Hàn Quốc, Pokémon Horizons: The Series hiện đã phát sóng 4 phần phim, mỗi phần phim là 12 tập, với phần đầu tiên được phát sóng từ tháng 8 đến tháng 9 năm 2023, phần thứ 2 phát sóng từ tháng 12 năm 2023 đến tháng 1 năm 2024 (hai phần đầu theo mùa 1 của Nhật Bản), phần thứ 3 phát sóng từ tháng 4 năm 2024 đến tháng 6 năm 2024 (theo mùa 2 của Nhật Bản) và phần thứ 4 (theo mùa 3 của Nhật Bản) phát sóng từ tháng 10 năm 2024 đến ngày 24 tháng 12 năm 2024. Phần tiếp theo (tương ứng mùa 4 của Nhật Bản) sẽ được phát sóng vào ngày 15 tháng 4 năm 2025.

#### Phiên bản tiếng Anh
Khi phát sóng trên nền tảng Netflix tại Mỹ, 12 tập đầu tiên của phiên bản tiếng Anh (hiện đã được phát sóng tại Anh) đã được phát hành cùng lúc vào tháng 3 năm 2024, các tập phim tiếp theo của Pokémon Horizons: The Series sẽ được phát hành theo đợt trên nền tảng này.
Phiên bản tiếng Anh hiện đã phát sóng mùa 1 với 45 tập phim (tương ứng 2 mùa phim đầu tiên của Nhật Bản), chia làm 4 phần tính trên Netflix, mỗi phần khoảng 12 tập phim. Ở mùa thứ 2 với tên gọi The Search for Laqua (tiếng Việt: Cuộc tìm kiếm Laqua) sẽ được phát sóng vào tháng 1 năm 2025 trên BBC iPlayer tại Anh và tháng 2 cùng năm trên Netflix tại Mỹ với các tập phim theo mùa 3 và mùa 4 của Nhật Bản.

## Âm nhạc

### Phiên bản tiếng Nhật
Ở phiên bản tiếng Nhật, nhạc mở đầu của phim ở 24 tập đầu, bắt đầu từ tập 2 (từ tập 1236 đến tập 1259 của cả series) là ドキメキダイアリー, Dokimeki Daiarī (tiếng Việt: "Nhật ký thót tim") của asmi kết hợp với Chinozo. Nhạc kết thúc của phim trong 23 tập đầu, bắt đầu từ tập 3 (từ tập 1237 đến tập 1259 của cả series) là RVR〜ライジングボルテッカーズラップ〜 , RVR: Raijingu Borutekkāzu Rappu (tiếng Việt: "RVR: Rap Voltackers vang lên"), là một bài hát do Suzuki Minori thực hiện trong vai Liko và Yuka Terasaki trong vai Roy thể hiện.
Từ tập 26 đến tập 45 (tương ứng từ tập 1260 đến 1279 của cả series), nhạc mở đầu phim là ハロ, Haro tiếng Việt: "Hào Quang") của yama kết hợp với BotchiBoromaru, trong khi nhạc kết thúc của phim là phần thứ 2 của bài hát RVR〜ライジングボルテッカーズラップ〜 , RVR: Raijingu Borutekkāzu Rappu (tiếng Việt: "RVR: Rap Voltackers vang lên" ). 
Từ tập 46 đến tập 67 (tương ứng từ tập 1280 đến 1301 của cả series), nhạc mở đầu phim là bài Will (tiếng Việt: Ý chí) do nhóm nhạc IVE đến từ Hàn Quốc. Sau nhóm nhạc IVE, nhóm nhạc Hàn Quốc ZEROBASEONE thể hiện trong nhạc mở đầu tiếp theo của phiên bản tiếng Nhật với bài Only One Story (tiếng Việt: Chỉ có một câu chuyện), sử dụng từ tập 68 đến tập 89 (tương ứng từ tập 1302 đến tập 1323 của cả series). Từ tập 90 thì nhạc mở đầu là bài GET BACK (tiếng Việt: Trở lại) được thể hiện bởi Yūjin Kitagawa, TeddyLord và Yuzu.
Đối với nhạc kết thúc của phim là bài Let Me Battle (tiếng Việt: "Hãy để tôi chiến đấu") do 9Lana thể hiện, sử dụng trong 10 tập đầu (từ tập 1280 đến 1290 của cả series). Trong tập 57, 60, 63 và 66 (tập 1291, 1294, 1297 và 1300 của cả series) là phiên bản được thể hiện bởi 9Lana, Tug, Wakabayashi và Myomyo. Trong tập 58, 61 và 64 (tập 1292, 1295 và 1298 của cả series) là phiên bản được thể hiện bởi 9Lana và Muto. Còn trong tập 59, 62, 65, 67 (tập 1293, 1296, 1299 và 1301 của cả series) là phiên bản được thể hiện bởi 9Lana và KANKAN.
Từ tập 68 đến tập 89 (từ tập 1302 đến tập 1323 của cả series), nhạc kết thúc của phim là ピッカーン！, Pikkān! (tiếng Việt: "Pickan!") được thể hiện bởi Rina Matsuda & Hikaru Morita đến từ nhóm nhạc Sakurazaka46. Từ tập 92 (tương ứng tập 1324 của cả series), nhạc kết thúc phim là Ready Go (tiếng Việt: Sẵn sàng thôi nào) được thể hiện bởi nhóm nhạc ME:I.

### Phiên bản tiếng Hàn
Ở phiên bản tiếng Hàn, nhạc mở đầu phim là bài We Go (tiếng Việt: "Chúng ta cùng tiến lên") do nhóm nhạc aespa thể hiện trong 45 tập đầu, từ tập 46 đến tập 67 thì nhạc mở đầu là bài Will (tiếng Việt: Ý chí) do nhóm nhạc IVE được thể hiện với phiên bản tiếng Hàn. Từ tập 68 thì nhạc mở đầu là bài Only One Story (tiếng Việt: Chỉ có một câu chuyện) do nhóm nhạc ZEROBASEONE thể hiện với phiên bản tiếng Hàn.
Nhạc kết thúc phim phiên bản tiếng Hàn là bài By Your Side (tiếng Việt: "Bên cạnh bạn") được thể hiện bởi 9001 (Nitety O One), sử dụng trong 45 tập đầu, từ tập 46 đến tập 69, nhạc kết thúc phim là bài Make You Shine (tiếng Việt: "Làm cho bạn tỏa sáng") được thể hiện bởi nhóm nhạc NCT Wish.. Từ tập 69 trở đi, nhạc kết thúc phim là bài We Are The One (tiếng Việt: "Chúng ta là một") được thể hiện bởi Park Ji-won đến từ nhóm nhạc Fromis 9.

### Phiên bản tiếng Anh
Ở phiên bản tiếng Anh, nhạc mở đầu phim trong 45 tập đầu là bài Becoming Me (tiếng Việt: "Trở thành chính mình") được thể hiện bởi Haven Paschall và Ed Goldfarb. Từ tập 46 thì nhạc mở đầu phim là bài My Favorite Pokémon (tiếng Việt: "Pokémon yêu thích của tôi") được thể hiện bởi Haven Paschall và Isaiah Tyrell Boyd. Nhạc kết thúc phim thì đều sử dụng các bài nhạc mở đầu phim ở phiên bản tiếng Anh nhưng không có lời.
Bên cạnh đó, bài We Go (tiếng Việt: "Chúng ta cùng tiến lên") trong 45 tập đầu và bài Will (tiếng Việt: Ý chí) từ tập 46 cũng có phiên bản tiếng Anh khi phát sóng Pokémon Horizons: The Series tại khu vực châu Á (trừ Hàn Quốc, Nhật Bản). Đối với nhạc kết thúc phim, 45 tập đầu sử dụng bài Becoming Me (tiếng Việt: "Trở thành chính mình") không lời như phiên bản tiếng Anh, từ tập 46 trở đi thì nhạc kết thúc là bài Make You Shine (tiếng Việt: "Làm cho bạn tỏa sáng") với phiên bản tiếng Anh.